# Élena
Élena és una banda barcelonina nascuda el 1999 al Masnou. La seva música, cantada en català, s'inclou dins del pop alternatiu amb tocs experimentals. Està formada per cinc components: Helena Miquel (veus), Victor Francisco (bateria i percussió), Dani R. Jones (guitarra baix), Raül Moya (guitarra) i Marc Marés (guitarra). Tenen editat un EP i 5 àlbums, el 2009 van editar Un cafè, setanta matins, al juny de 2011 D'herois i desastres i el 2015 Concepte vitrina.

## Discografia
- Porelamordedios (Satélite K, 2001)

1. "Pure", 4:10.
2. "Mate", 4:30.
3. "Silent", 3:37.
4. "Km 103", 4:38.
5. "Julio Alberto", 4:26.
6. "Satan Kingsize", 3:57.
7. "No Pattern", 4:03.
8. "Antes", 2:51.
9. "These Days", 5:53.
10. "Nadie Pero Mar", 5:21.

- CCCP (Satélite K, 2001)

1. "CCCP", 3:10.
2. "Tautou", 4:16.
3. "Ariana", 4:20.
4. "El Chico Mancha", 2:52.

- Present (Satélite K, 2003)

- Un cafè, setanta matins (Music Bus, 2009)

1. "En Un Minut", 3:22.
2. "Herois", 2:24.
3. "L'Amor És Ah", 3:16.
4. "Si T'He Trobat", 2:05.
5. "Dos", 3:11.
6. "Plou", 2:53.
7. "Ara", 4:00.
8. "Tantes Coses Per Fer", 2:50.
9. "Setanta Matins", 4:29.
10. "Mai Més", 3:39.

- D'Herois i Desastres (Music Bus, 2011)

1. "Bagatge I Equipatge", 3:51.
2. "Incendis", 3:13.
3. "Auguris", 3:16.
4. "Dos Dies No Són Sempre", 3:46.
5. "M", 4:09.
6. "Un Hivern A Les Fosques", 3:39.
7. "Fugir De Matinada", 3:27.
8. "Els Teus Tresors", 3:42.
9. "Encara Parlem De Tu", 3:02.
10. "Un Dilluns Diumenge", 3:09.
11. "Després D'Ahir", 3:19.
12. "Bressol", 2:54.

- Concepte vitrina (Warner, 2015)

1. "Barcelona nord", 2:57.
2. "Pastilles per dormir", 3:46.
3. "Sirenes", 2:33.
4. "Americans", 3:30.
5. "Jubileu", 2:09.
6. "Mil ocells", 3:57.
7. "Nit princesa", 5:01.
8. "Les ungles plenes de sang", 2:45.
9. "Indiscret", 5:30.
10. "Por", 4:08.
11. "Amor sèrie B", 4:37.